# Ixora longipes
Ixora longipes là một loài thực vật có hoa trong họ Thiến thảo. Loài này được (DC.) Zoll. & Moritzi mô tả khoa học đầu tiên năm 1846.